# Milutin Polić
Milutin Polić (1883. – Rijeka, 1908.), hrvatski glazbenik, stariji brat poznatijeg književnika Janka Polića Kamova.

## Životopis
Rođen je u obitelji imućnog trgovca Ante Polića podrijetlom s Hvara, koji je ugled stekao baveći se trgovinom u Rijeci. 
U Veneciji završio akademiju. Bio je priznati i poznati glazbenik.
Nakon očevog bankrota 1902. obitelj se seli u Zagreb. Kao mnogi u obitelji umro je od tuberkuloze. Tuberkuloza kostiju maligno je alterirala i umro je doslovno se raspadajući u teškim mukama. Umro je u Rijeci.  
Milutinova poznata braća bili su Janko i Nikola u umjetnosti te u gospodarstvu Vladimir, direktor Austro-hrvatskoga parobrodarskog društva i Dušan, direktor kina na Sušaku.